# Ернст Штюкельберг
Ернст Штюкельберг, справжнє ім'я Йоганн Мельхіор Ернст Штікельбергер (нім. Ernst Stückelberg; 21 лютого 1831, Базель - 14 вересень 1903 році, Базель) - швейцарський художник. Помер від ускладнень діабету. 
Він був одним з найпопулярніших художників свого покоління, романтичної традиції, створюючи багато картин різної тематики (портрети, сцени країни та села та натяки на історію), включаючи серію про національного героя Швейцарії Вільгельма Телля. Він офіційно взяв ім’я Штукельберг у 1881 році; це було належним чином зареєстровано владою Базеля.

## Життєпис
Штюкельберг походив із аристократичної сім'ї з Базеля. Був сином Еммануїла Штюкельбергера і Сюзанни Беррі. Після ранньої смерті його батька в 1833 році його виховував дядько, архітектор Мельхіор Беррі, у якого він навчався. Також навчався у Ієроніма Гесса, Людвіга Адама Келтерборна і у художника-портретиста Йоганна Фрідріха Дітлера. Потім його відправили на навчання в Антверпен в Академію витончених мистецтв. Його вчителями в Антверпені були Густав Ваперс, Луї Галейт і Джозефус Лаврентій Дікманс. Е.Штюкельберг свого часу вважався одним з найвідоміших швейцарських художників. Писав пейзажі, портрети, створював твори жанрового живопису. Роботи художника оцінювалися критиками як чіткозмістовні, доступні простому глядачеві. До найбільш відомих творів Штюкельберга відносяться фрески в капеллі Телля біля озера Урнер-Зе і створена в 1884 році картина «Дівчинка з ящіркою».
Е.Штюкельберг малював також мініатюри (наприклад, «Вілла Міньйон, Сан-Рафаель», масло, дерево, 12х22 см, (1896), на якій зображений озерний краєвид). Подібних художніх мініатюр на дерев'яних дощечках Е.Штюкельбергом було створено понад сотню.

## Галерея

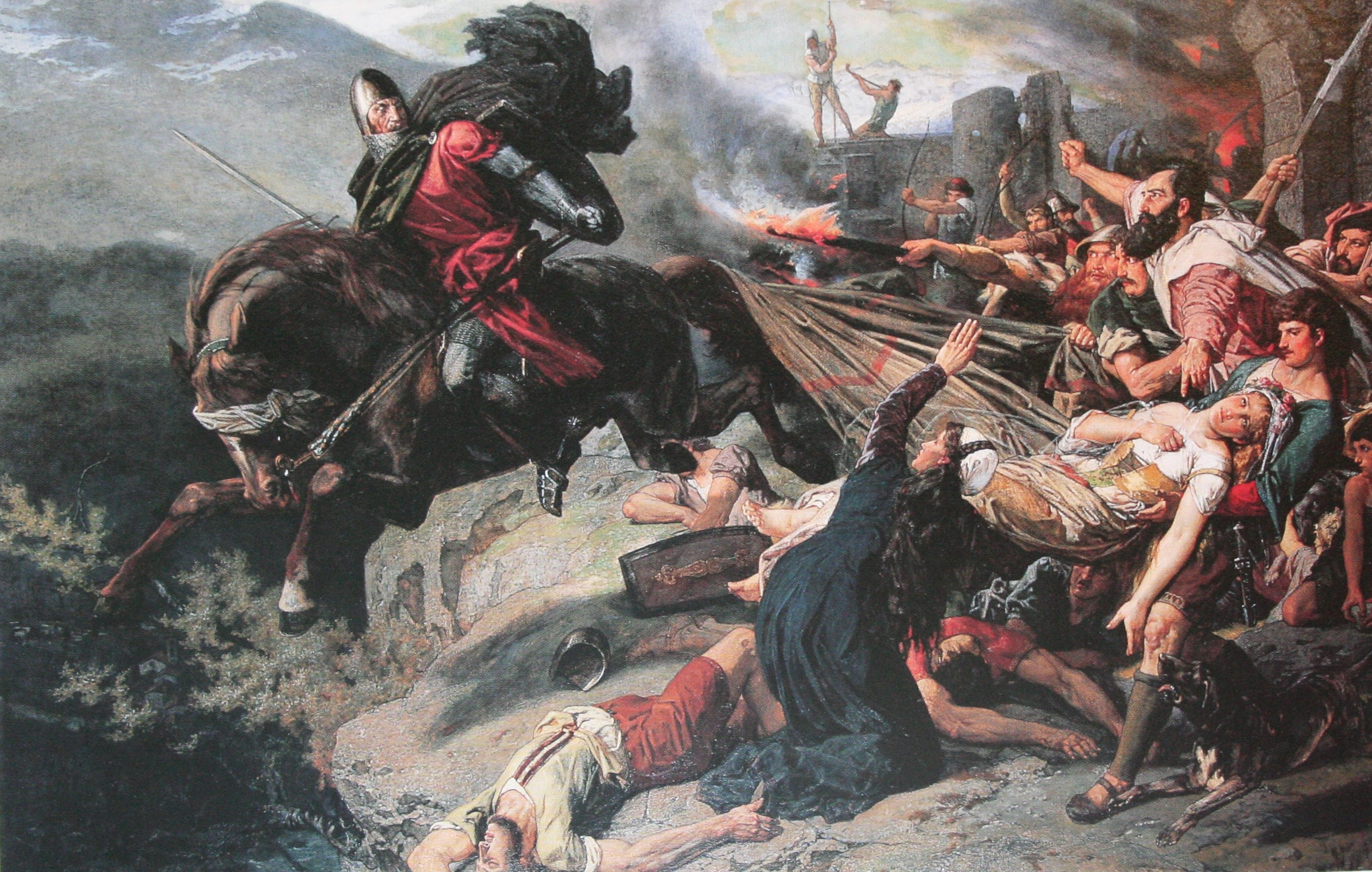
Останній ретієць, 1883
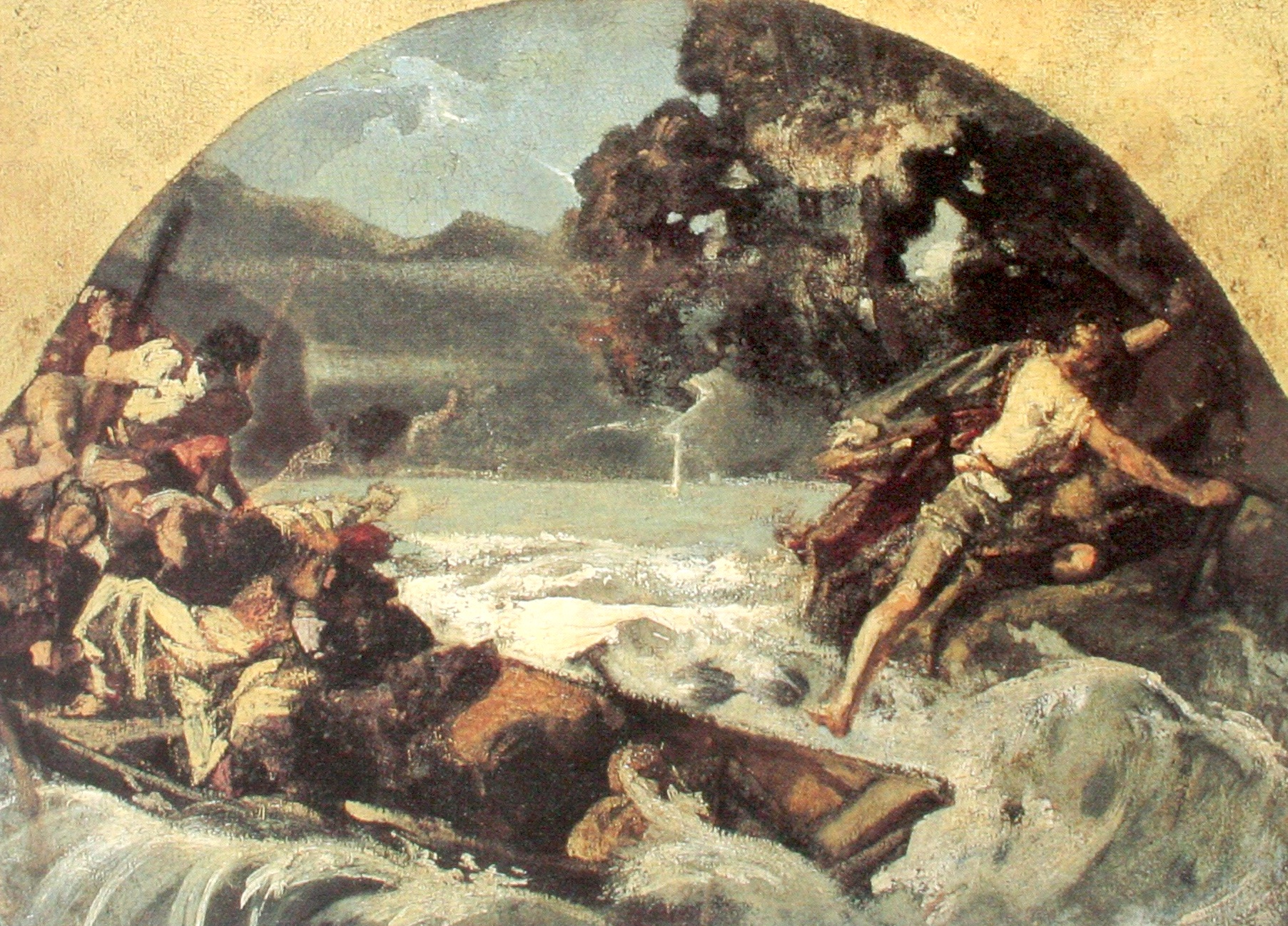
Стрибок Телля, 1879
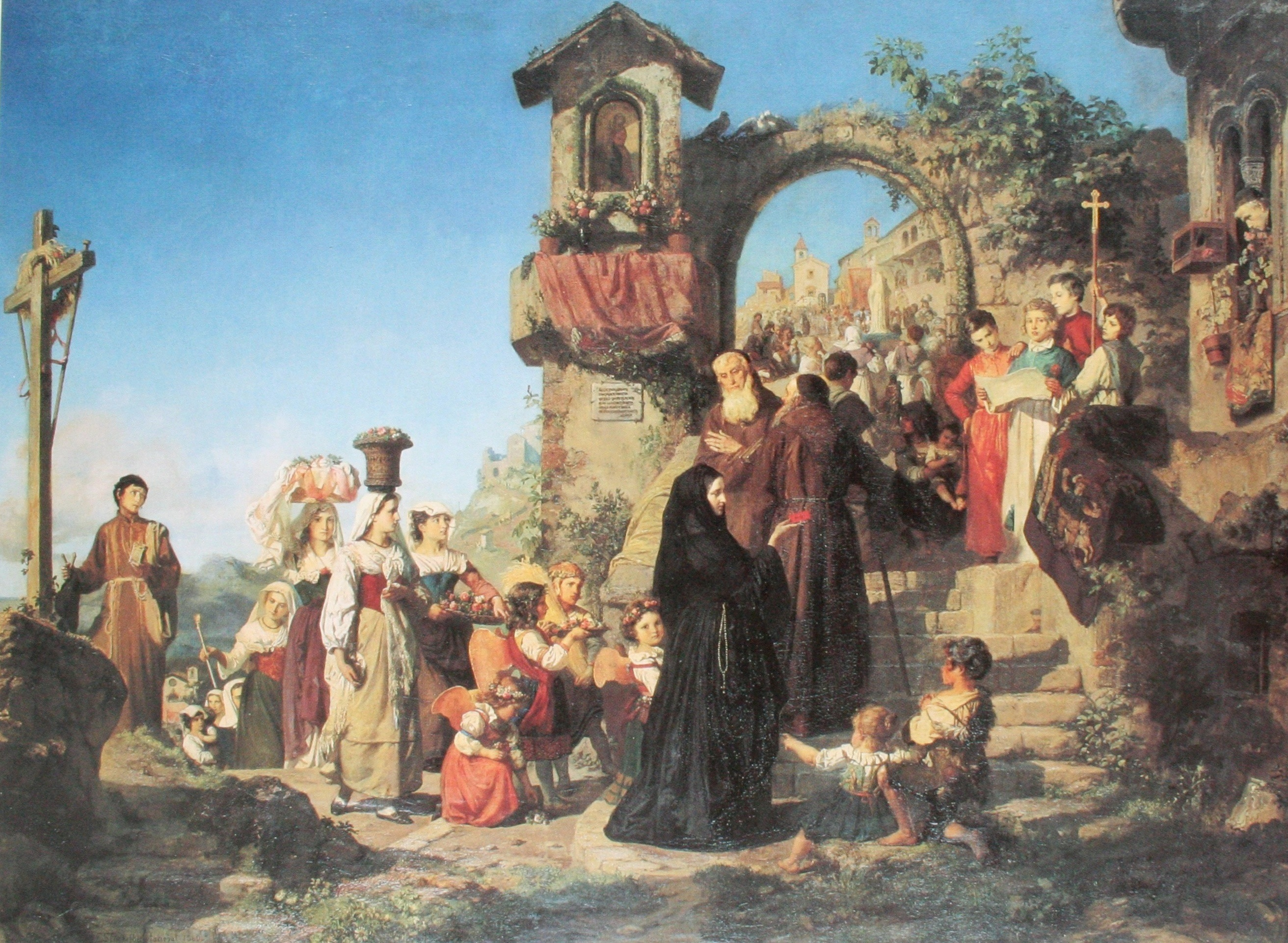
Свято пресвятої Богородиці в Сабінських горах, 1860
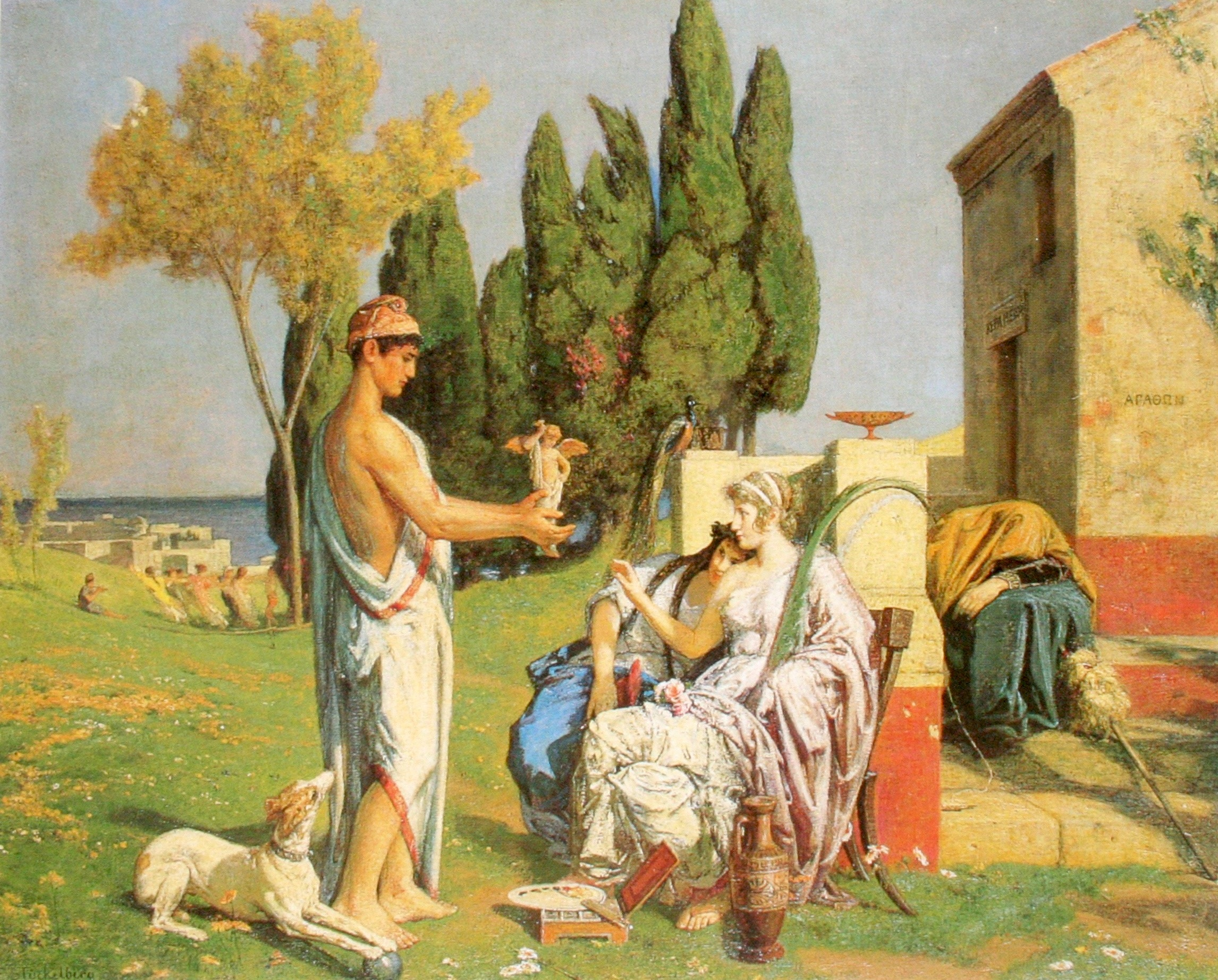
Мірта і Коріна у гончара Агафона, 1897
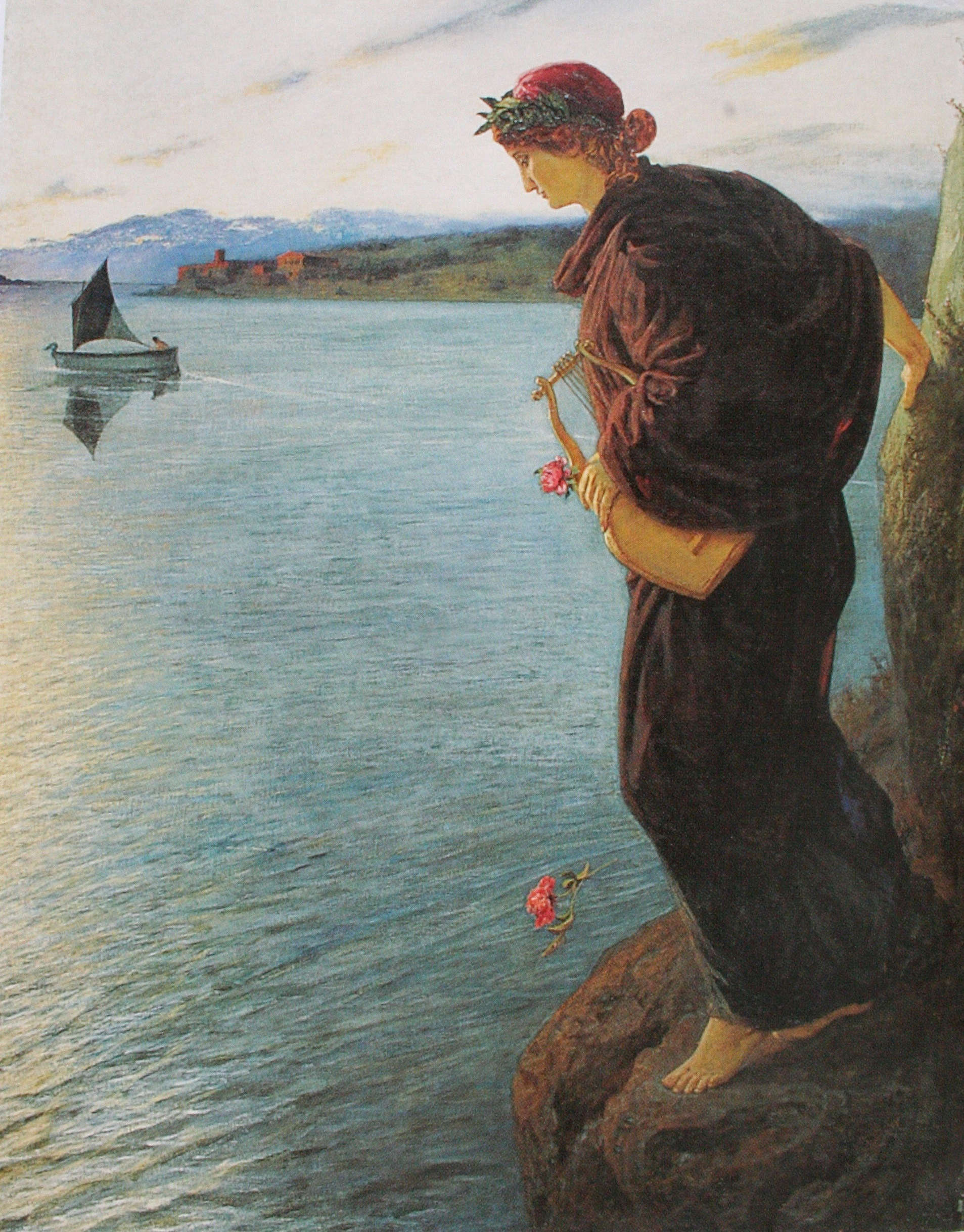
Сафо, 1897